# Grubenlüfter

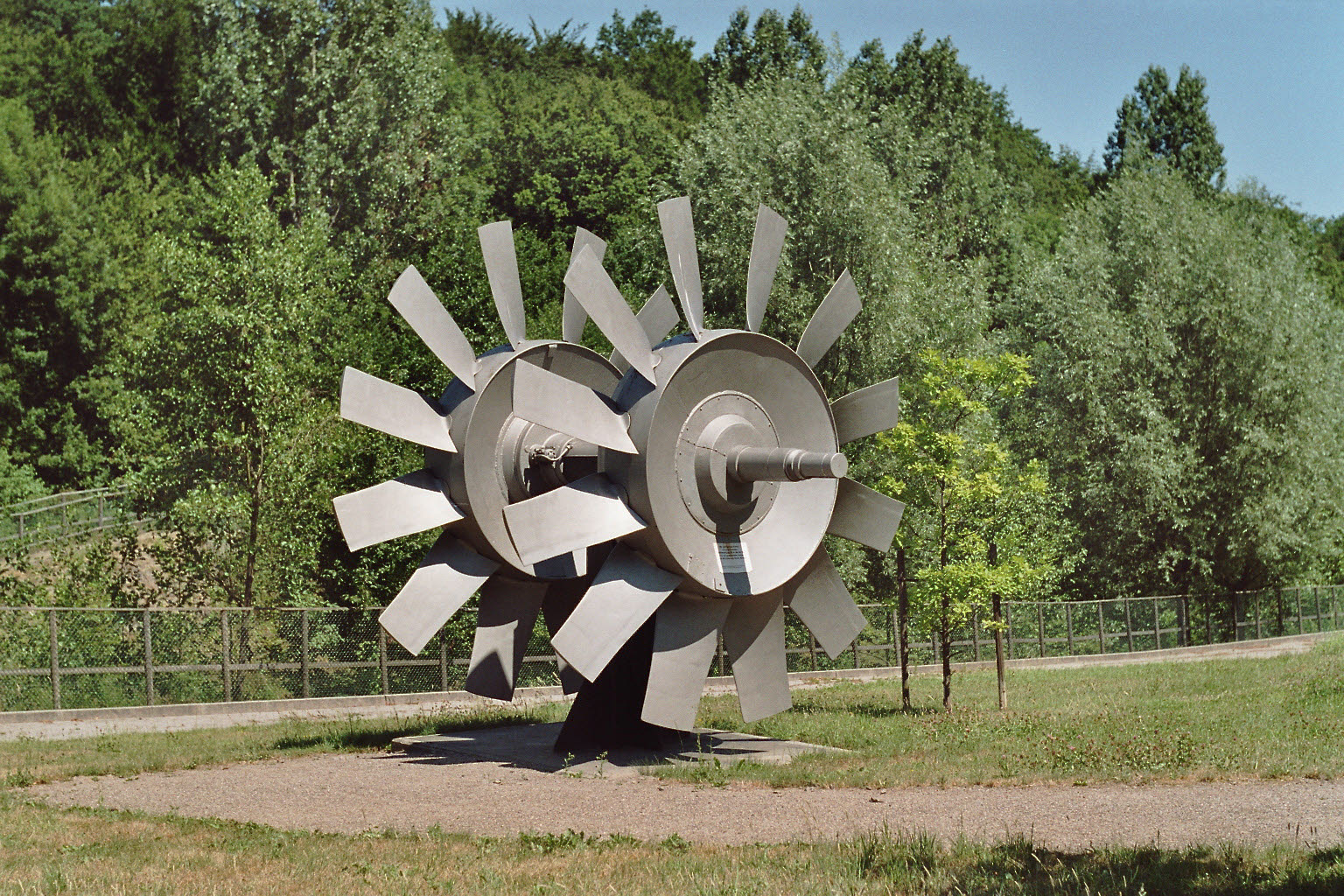
Laufräder eines axialen zweistufigen Grubenlüfters mit verstellbaren Schaufeln

Als Grubenlüfter bezeichnet man im Bergbau Ventilatoren, die der Bewetterung eines Bergwerks dienen.

## Grundlagen

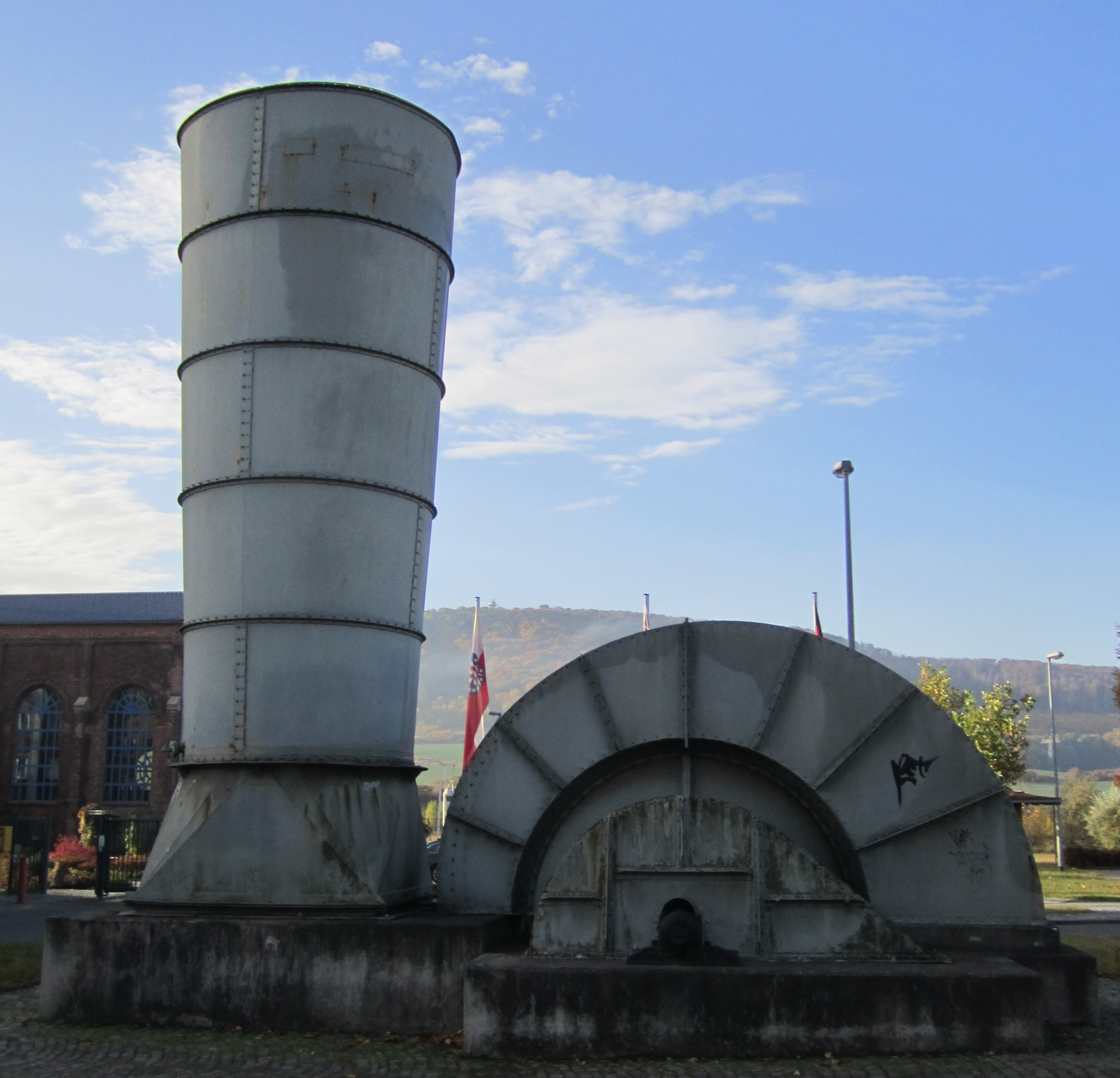
Radialgrubenlüfter mit Diffusor

Damit die untertägigen Grubenbaue ausreichend mit Frischluft versorgt werden, ist es in der Regel erforderlich, dass der Wetterwechsel (Austausch der verbrauchten Luft) maschinell getätigt wird. Wenn die Wetter durch die Wettermaschine in die Grubenbaue eingeblasen werden, spricht man von Wetterbläsern, werden die Wetter in die Grubenbaue hineingesaugt, spricht man von Wettersaugern. Wetterbläser erzeugen durch Verdichtung der frischen Wetter einen Überdruck, durch welchen die frischen Wetter in die Grubenbaue eingetrieben werden. Ein Wettersauger erzeugt durch Verdünnung der Luft einen Unterdruck, dadurch werden die Abwetter aus dem Grubenbau gesaugt und in Folge davon die Frischwetter in den Grubenbau hineingesaugt. Je nach Aufstellungsort der Grubenlüfter unterscheidet man zwischen Streckenlüfter und Hauptgrubenlüfter. Hauptgrubenlüfter befinden sich in der Nähe eines ausziehenden Wetterschachtes. Diese Lüfter werden zur Verbesserung des Lüfterwirkungsgrades mit einem Diffusor ausgestattet. Streckenlüfter versorgen Strecken, die sich nicht im durchgehenden Wetterstrom befinden, über eine Lutte mit frischen Wettern.

## Aufstellung

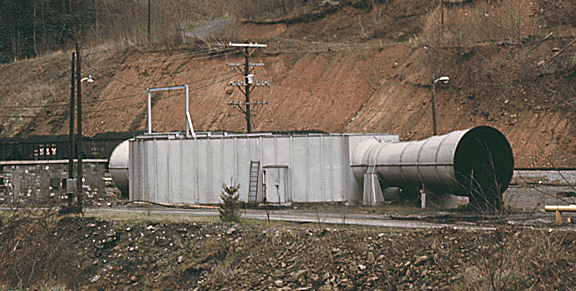
Grubenlüfter einer US-amerikanischen Grube

Die Hauptgrubenlüfter lassen sich entweder über oder unter Tage aufstellen. Welche Aufstellungsvariante gewählt wird, hängt von verschiedenen Faktoren ab. In der Regel wird bevorzugt die übertägige Aufstellung verwendet, da die untertägige Aufstellung oftmals mit höheren Kosten verbunden ist. Auch lässt sich die Wartung bei übertägigen Lüftern besser durchführen. Nachteilig ist jedoch bei übertägiger Aufstellung der zusätzliche Aufwand für die Abdichtung der Schachtöffnung. Wenn der ausziehende Wetterschacht zusätzlich zur Förderung genutzt wird, bietet die untertägige Aufstellung des Lüfters bestimmte Vorteile. So kann man z. B. bei der untertägigen Aufstellung auf den übertägigen luftdichten Verschluss der Schachtöffnung verzichten.

## Antrieb
Grubenlüfter wurden auf unterschiedliche Weise angetrieben. Im Freiberger Bergbaurevier wurden kleine handgetriebene Wettertrommeln zur Bewetterung eingesetzt. So gab es zum Beispiel eine Wettertrommel, die vom Oberkunstmeister Schwamkrug entwickelt worden war. Diese war mit einer Handkurbel und einem Zahnradvorgelege ausgerüstet und wurde zur Bewetterung kleinerer Grubenbaue eingesetzt. Dieser Ventilator konnte sowohl als Wettersauger als auch als Wetterbläser eingesetzt werden. Im Harzer Bergbau wurde zur Verbesserung der Wetterführung ein Grubenlüfter eingesetzt, der durch ein Kunstrad mit Kettengetriebe angetrieben wurde. Das Kunstrad hatte einen Durchmesser von elf Metern und erzeugte eine Leistung, die 2,5-mal so groß war wie die eines handgetriebenen Ventilators. Gegen Ende des 19. Jahrhunderts wurden Grubenlüfter dann auch mit Strom angetrieben. Kleine Grubenlüfter waren mit Gleichstrommotoren ausgerüstet. Diese Motoren hatten Leistungen bis 47 Kilowatt und konnten bis 65 Kubikmeter Luft in der Minute bewegen. Größere Grubenlüfter waren mit einem Drehstrommotor ausgerüstet, der bis zu 80 Kilowatt leistete. Diese Motoren mussten über Flüssigkeitsanlasser angelassen werden. Heutige Hauptgrubenlüfter haben Leistungen über 2500 Kilowatt. In sonderbewetterten Strecken werden auch druckluftbetriebene Streckenlüfter eingesetzt. Es gibt auch Kombinationen von Druckluft und Elektroantrieben. Diese Streckenlüfter werden im Normalbetrieb von einem Drehstrommotor angetrieben, bei Ausfall der Stromversorgung schaltet sich dann automatisch der Druckluftmotor ein, bis der Elektromotor wieder läuft.

## Drehzahlen
Grubenlüfter werden so konstruiert, dass ihre Umfangsgeschwindigkeit nicht zu groß wird. Angestrebt werden Umfangsgeschwindigkeiten von etwa 30 Metern pro Sekunde. Dabei werden kleinere Lüfter mit bis zu vier Metern Durchmesser als schnelllaufende Lüfter gebaut. Lüfter, die einen größeren Flügelraddurchmesser haben, werden als langsamlaufende Lüfter betrieben. Die Wettertrommel von Schwamkrug war für Drehzahlen bis zu 1000 Umdrehungen pro Minute konstruiert. Heutige Hauptgrubenlüfter werden mit Drehzahlen von 400 bis 500 Umdrehungen pro Minute betrieben.

## Wettermenge
Jeder Grubenlüfter kann konstruktionsbedingt eine bestimmte Wettermenge in die Grube bringen. Bereits im 19. Jahrhundert konnten große Grubenlüfter  über 2500 Kubikmeter Luft in der Minute bewegen. Heutige moderne Grubenlüfter sind in der Lage, über 22.000 Kubikmeter Luft zu bewegen. Die Wettermenge, die ein Lüfter bewegen kann, ist auch abhängig von der Grubenweite. Große Grubenlüfter sind für große Grubenweiten geeignet, kleinere Grubenlüfter sind besser für kleine Grubenweiten geeignet. Ab einer bestimmten Grubengröße reicht die Wettermenge, die ein einzelner Lüfter erzeugen kann, nicht mehr aus. Hier besteht dann die Möglichkeit, zwei Lüfter in Parallelschaltung, also nebeneinander, durch den gleichen Schacht saugen zu lassen. Eine andere Variante ist es, die beiden Grubenlüfter auf unterschiedlichen Schächten zu installieren. Dabei müssen beide Lüfter ständig überwacht werden, damit diese sich nicht gegenseitig beeinflussen. Eine weitere Möglichkeit besteht darin, die Lüfter hintereinander zu schalten. Bei dieser Variante benötigen die Antriebsmaschinen aber mehr Kraft, als wenn sie einzeln laufen würden.